# Euroliga 1996./97.
Ovo je 40. izdanje elitnog europskog klupskog košarkaškog natjecanja. Nakon dvije faze natjecanja po skupinama igrane su osmina završnice i četvrtzavršnica. Hrvatski predstavnik Split ispao je u drugoj fazi, a Cibona je ispala u osmini završnice od Union Olimpije. Završni turnir održan je u Rimu od 22. do 24. travnja 1997.

## Završni turnir

### Poluzavršnica
- Union Olimpija -  Olympiacos 65:74
- Barcelona -  ASVEL 77:70

### Završnica
- Olympiacos -  Barcelona 73:58

- europski prvak:  Olympiacos (prvi naslov)
  - sastav ([1]): Efthymis Bakatsias, Giorgos Sigalas, Dimitris Papanikolaou, Nasos Galakteros, Franko Nakić, Panagiotis Fasoulas, Milan Tomić, Dragan Tarlać, Christian Welp, Aleksej Savrasenko, David Rivers, Anatolij Zourpenko, trener Dušan Ivković